# Dolmen de Saint-Antonin
Le dolmen de Saint-Antonin est un dolmen situé sur la commune de Salles-la-Source, dans le département de l'Aveyron, en France.

## Localisation
Le dolmen est situé  .

## Historique
L'édifice est classé au titre des monuments historiques en 1989.